# Pitthea rubriplaga
Pitthea rubriplaga är en fjärilsart som beskrevs av W. Warren 1897. Pitthea rubriplaga ingår i släktet Pitthea och familjen mätare. Inga underarter finns listade i Catalogue of Life.